# آنا لواندوفسکی
آنا لواندوفسکی (انگلیسی: Anna Lewandowska؛ زادهٔ ۷ سپتامبر ۱۹۸۸) کاراته‌کار، مربی شخصی، رژیم‌شناس، کارآفرینی، مجری تلویزیون اهل لهستان است.
آنا لواندوفسکی کاراته‌کار، مربی شخصی و کارآفرین لهستانی است. او چند مدال در مسابقات جهانی، اروپا و کشوری دارد. او همسر فوتبالیست روبرت لواندوفسکی است.

## زندگی و شغل
لواندوفسکا در ووچ در خانواده بوگدان استاچورسکی و همسرش ماریا به دنیا آمد. او فارغ‌التحصیل آکادمی تربیت بدنی در ورشو است، از پایان‌نامه خود در سال ۲۰۱۲ دفاع کرد.
لواندوفسکا عضو باشگاه کاراته پروشکوف است. او در طول دوران حرفه‌ای خود سه مدال در مسابقات قهرمانی جهان بزرگسالان، شش مدال قهرمانی اروپا در رده‌های سنی مختلف (از جمله دو قهرمانی بزرگسالان اروپا) و ۲۹ مدال قهرمانی لهستان کسب کرد.
در سپتامبر ۲۰۱۳، لواندوفسکا متخصص تغذیه شد. او وبلاگ Healthy Plan by Ann را راه اندازی کرد که توصیه‌های تغذیه ای و برنامه‌های تمرینی را ارائه می‌دهد.
در سال ۲۰۱۴، او اولین کتاب خود را منتشر کرد Żyj zdrowo i aktywnie z Anną Lewandowską (یک زندگی سالم و فعال با آنا لواندوفسکا داشته باشید) که در آن خوانندگان را تشویق می‌کند تا عادات غذایی خود را تغییر دهند و دستور العمل‌هایی برای تعدادی غذا و همچنین تمرینات آماده شده توسط خودش.
در سال ۲۰۱۶، او به عنوان مدیر المپیادهای ویژه لهستان منصوب شد، سازمانی که از طریق ورزش از معلولان ذهنی حمایت می‌کند و همچنین آگاهی اجتماعی را در مورد چالش‌های پیش روی این گروه از افراد افزایش می‌دهد. در همان سال، او نام تجاری Foods by Ann را راه‌اندازی کرد که تنقلات سالم و مکمل‌های غذایی می‌فروشد.
در سال ۲۰۱۹، او مجری برنامه تلویزیونی Sztuki walki (هنرهای رزمی) شد که در برنامه صبحگاهی Dzień Dobry TVN پخش شد. در همان سال، او برند لوازم آرایشی خود Phlov را راه اندازی کرد.

## زندگی شخصی
در ۲۲ ژوئن ۲۰۱۳، او با روبرت لواندوفسکی، فوتبالیست لهستانی، در سروک ازدواج کرد. در دسامبر ۲۰۱۶، لواندوفسکی اعلام کرد که آنا در انتظار اولین فرزند خود است و پنج‌ماهه باردار است. او دخترشان کلارا را در ۴ مه ۲۰۱۷ به دنیا آورد.
در نوامبر ۲۰۱۹، لواندوفسکی تأیید کرد که آنا برای بار دوم باردار است. دختر دوم آنها، لورا، در ۶ مه ۲۰۲۰ به دنیا آمد.